# Léguevin
Léguevin (okcitansko Legavin) je naselje in občina v južnem francoskem departmaju Haute-Garonne regije Jug-Pireneji. Leta 2008 je naselje imelo 7.853 prebivalcev.

## Geografija
Naselje leži v pokrajini Gaskonji ob reki Courbet, 19 km zahodno od Toulousa.

## Uprava
Léguevin je sedež istoimenskega kantona, v katerega so poleg njegove vključene še občine Brax, Lasserre, Lévignac-sur-Save, Mérenvielle, Pibrac, Plaisance-du-Touch, Pradère-les-Bourguets, Sainte-Livrade in La Salvetat-Saint-Gilles z 38.741 prebivalci.
Kanton Léguevin je sestavni del okrožja Toulouse.

## Zanimivosti
- cerkev sv. Janeza Krstnika iz konca 14. stoletja,
- La maison Saint_Jacques, vmesna postaja na romarski poti v Santiago de Compostelo.

- Cerkev sv. Janeza Krstnika
- Streha cerkve
- Grad
- Pokrita tržnica
- Nekdanja pošta